# Garreta azureus
Garreta azureus är en skalbaggsart som beskrevs av Fabricius 1801. Garreta azureus ingår i släktet Garreta och familjen bladhorningar. Inga underarter finns listade i Catalogue of Life.